# Saarländisches Fastnachtsmuseum
Das Saarländische Fastnachtsmuseum  war ein Museum zur saarländischen Fastnacht, das vom Verband Saarländischer Karnevalsvereine betrieben wurde.
Gezeigt wurden närrische Exponate wie Orden, Kostüme, Plakate, Festschriften und Büttenreden.

## Geschichte
Das Museum wurde 1979 vom VSK-Präsidenten Dieter Karthein gegründet und im Alten Rathaus in Ottweiler eingerichtet. Das Museum wechselte 1995 nach St. Ingbert im Saarpfalz-Kreis, zunächst in ein Hinterhaus der Gaststätte Grüne Laterne und ab 2002 in eine Etage des Beckerturms. Die Ausstellungsfläche betrug dort 300 m², das Museum war samstags/sonntags und nach Terminabsprache geöffnet.
2013 wurde das Fastnachtsmuseum aufgrund der schwierigen Finanzierungslage geschlossen, der Raum wurde dem St. Ingberter Becker-Chor, dem Chor der Brauerei Becker, als Proberaum übergeben.